# メーグナー・グルザール
メーグナー・グルザール（Meghna Gulzar、1973年12月13日 - ）は、インドのヒンディー語映画で活動する映画監督、映画プロデューサー。グルザールの娘であり、父の監督作品『Hu Tu Tu』で共同脚本を務めた後、2002年に『Filhaal...』で監督デビューした。代表作には『有罪/Guilty』『同意』があり、『同意』でフィルムフェア賞 監督賞を受賞している。

## 生い立ち
1973年12月13日、ムンバイに暮らすグルザールとラーキー・グルザールの娘として生まれる。名前の「メーグナー」は母ラーキーが名付けたもので、メグナ川に由来している。

## キャリア
メーグナーはフリーライターとして『ザ・タイムズ・オブ・インディア』やインド国立映画開発公社が発行する『シネマ・イン・インディア』に記事を寄稿しており、インド詩協会にも詩を投稿していた。大学で社会学を学んだ後、メーグナーは映画製作の道に進み、サイード・アクタル・ミルザの下で助監督としてキャリアを積んだ。1995年にはニューヨーク大学ティッシュ芸術学部の映画製作短期コースで技術を学び、インドに帰国後は父グルザールが製作した『Maachis』『Hu Tu Tu』にアシスタントとして参加した。同時期にドゥールダルシャンのドキュメンタリー番組やミュージックビデオの製作を手掛けながら、映画の脚本の構想を練っていた。
2002年にスシュミタ・セーン、タッブーを起用した『Filhaal...』で監督デビューし、2007年には2作目となる『Just Married』を製作した。また、アンソロジー映画『Dus Kahaniyaan』の製作にも参加し、アムリタ・シン主演の「Pooranmasi」の監督を務めている。2015年は2008年ノイダ二重殺人事件を題材とした『有罪/Guilty』を製作し、主要キャストとしてイルファーン・カーン、コーンコナー・セーン・シャルマー、ニーラジ・カビを起用している。同作は批評家から高い評価を受け、メーグナーはフィルムフェア賞 監督賞にノミネートされた。2018年にはジャングリー・ピクチャーズ、ダルマ・プロダクション製作のスパイ・スリラー映画『同意』の監督を務め、主要キャストとしてアーリヤー・バット、ヴィッキー・コウシャルを起用している。同作はハリンダル・シッカの小説『Calling Sehmat』を原作としており、興行収入19億3000万ルピーを記録するなど大きな成功を収め、『同意』はフィルムフェア賞 作品賞を受賞し、メーグナーもフィルムフェア賞監督賞を受賞している。
2020年にはアシッドアタックの被害を受けたラクシュミー・アグルワールの半生を描いた伝記映画『Chhapaak』を製作し、ディーピカー・パードゥコーンを主演に迎えた同作は批評家から絶賛された。2023年には第三次印パ戦争でインド陸軍参謀総長を務めたサム・マーネークショーの半生を描いた伝記映画『Sam Bahadur』を製作し、主演にはヴィッキー・コウシャルを起用している。

## フィルモグラフィー

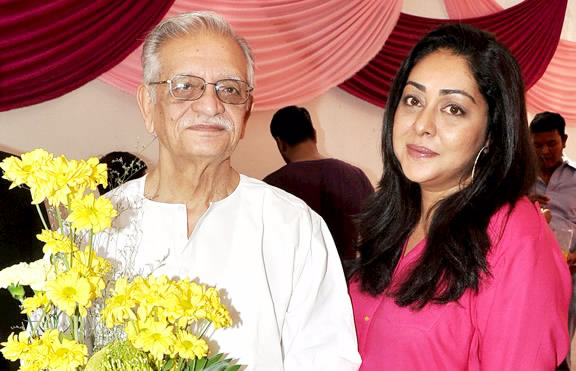
グルザールとメーグナー・グルザール（2014年）

| 年   | 作品           | 監督 | 原案 | 脚本 | 備考                                                                                         |
| ---- | -------------- | ---- | ---- | ---- | -------------------------------------------------------------------------------------------- |
| 1999 | Hu Tu Tu       | No   | No   | Yes  |                                                                                              |
| 2002 | Filhaal...     | Yes  | Yes  | No   |                                                                                              |
| 2007 | Just Married   | Yes  | Yes  | Yes  |                                                                                              |
| 2007 | Dus Kahaniyaan | Yes  | No   | No   | 「Puranmaashi」を監督                                                                        |
| 2015 | 有罪/Guilty    | Yes  | No   | No   | フィルムフェア賞監督賞ノミネート                                                             |
| 2018 | 同意           | Yes  | No   | Yes  | フィルムフェア賞作品賞受賞 フィルムフェア賞監督賞ノミネート フィルムフェア賞脚本賞ノミネート |
| 2020 | Chhapaak       | Yes  | No   | Yes  |                                                                                              |
| 2023 | Sam Bahadur    | Yes  | No   | Yes  | 国家映画賞民族的・社会的・環境的価値を促進する長編映画賞受賞                                 |

## 受賞歴
| 受賞年                                   | 部門                                           | 作品            | 結果       | 出典          |
| 国家映画賞                               | 国家映画賞                                     | 国家映画賞      | 国家映画賞 | 国家映画賞    |
| ---------------------------------------- | ---------------------------------------------- | --------------- | ---------- | ------------- |
| 2025年                                   | 民族的・社会的・環境的価値を促進する長編映画賞 | 『Sam Bahadur』 | 受賞       | [ 15 ]        |
| フィルムフェア賞                         |                                                |                 |            |               |
| 2016年                                   | 作品賞                                         | 『有罪/Guilty』 | ノミネート | [ 16 ] [ 17 ] |
| 2016年                                   | 監督賞                                         | 『有罪/Guilty』 | ノミネート | [ 16 ] [ 17 ] |
| 2019年                                   | 作品賞                                         | 『同意』        | 受賞       | [ 18 ] [ 19 ] |
| 2019年                                   | 監督賞                                         | 『同意』        | 受賞       | [ 18 ] [ 19 ] |
| 2019年                                   | 脚本賞                                         | 『同意』        | ノミネート | [ 18 ] [ 19 ] |
| 2019年                                   | 審査員選出作品賞                               | 『同意』        | ノミネート | [ 18 ] [ 19 ] |
| 国際インド映画アカデミー賞               |                                                |                 |            |               |
| 2016年                                   | 作品賞                                         | 『有罪/Guilty』 | ノミネート | [ 20 ] [ 21 ] |
| 2016年                                   | 監督賞                                         | 『有罪/Guilty』 | ノミネート | [ 20 ] [ 21 ] |
| 2019年                                   | 作品賞                                         | 『同意』        | 受賞       | [ 22 ]        |
| 2019年                                   | 監督賞                                         | 『同意』        | ノミネート | [ 22 ]        |
| ジー・シネ・アワード                     |                                                |                 |            |               |
| 2016年                                   | 監督賞                                         | 『有罪/Guilty』 | ノミネート | [ 23 ] [ 24 ] |
| 2019年                                   | 審査員選出作品賞                               | 『同意』        | 受賞       | [ 25 ] [ 26 ] |
| 2019年                                   | 監督賞                                         | 『同意』        | ノミネート | [ 25 ] [ 26 ] |
| スター・スクリーン・アワード             |                                                |                 |            |               |
| 2003年                                   | 原案賞                                         | 『Filhaal』     | 受賞       |               |
| 2016年                                   | 作品賞                                         | 『有罪/Guilty』 | ノミネート |               |
| 2016年                                   | 監督賞                                         | 『有罪/Guilty』 | ノミネート |               |
| 2016年                                   | 作品部門審査員特別賞                           | 『有罪/Guilty』 | 受賞       |               |
| 2018年                                   | 作品賞                                         | 『同意』        | ノミネート |               |
| 2018年                                   | 監督賞                                         | 『同意』        | ノミネート |               |
| オーストラリア映画テレビ芸術アカデミー賞 |                                                |                 |            |               |
| 2020年                                   | アジア映画賞                                   | 『Chhapaak』    | ノミネート |               |